# 盖雷的帕尔迪尔夫
盖雷的帕尔迪尔夫（法語：Pardulphe de Guéret，又saint Pardoux或Sanctus Pardulfus，658年—737年至743年间）是一名法国盖雷修道院的院长，天主教圣人。他出生于萨尔当（今法国克勒兹省）。
他的纪念日是10月6日。

## 生平
7世纪时利摩日伯爵朗塔里尤斯说服僧侣帕尔迪尔夫到他的乡村领地定居。帕尔迪尔夫当时是隐士，但是拥有能够创造奇迹的传闻。他在朗塔里尤斯的领地上创办了一座修道院，并成为其院长。在修道院边形成了一座村落。9世纪时維京人袭击摧毁村落和修道院，此后在当地建造了小城盖雷。
今天盖雷的圣帕尔迪尔夫大厦源于盖雷修道院。

## 传说

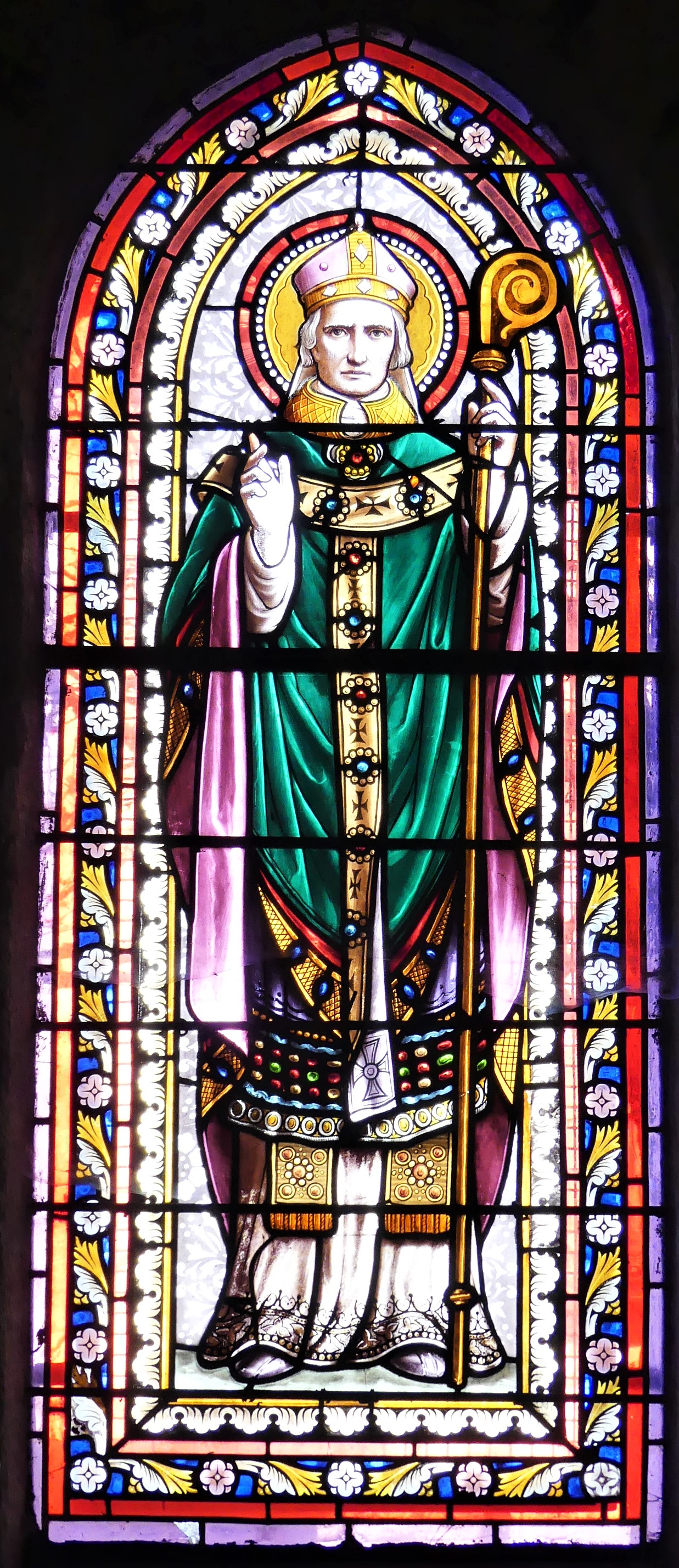
绘有圣帕尔迪尔夫像的彩色玻璃窗，比雅

一些关于帕尔迪尔夫的故事遗传下来，其中最主要的来源是博兰德主义者协会编辑的《圣徒行传》。帕尔迪尔夫的父母是农民。他小时候被一根树枝击中头部，因此他有一段时间失明。但是这个经历使得他成为一个非常有道德的人。他伟大的慈善工作使得他出名。除此之外他以能够施发奇迹出名。比如公爵的一个顾问在吃饭的时候牛肝菌卡在喉咙里被他治愈。此外他为他的教子制作了一个摇篮，能够必要的时候自动摇晃。虽然他的摇篮没有能够防止婴儿夭折，但是743年法兰克人攻克城池防火时它能够保护婴儿的父母的房子没有被烧。日梅勒莱卡斯卡德教堂里有一副画和一座雕塑描写这个奇迹。

## 崇拜
10世纪里在天主教利摩日教區信徒开始崇拜帕尔迪尔夫。他不算是古罗马殉道者，但是他被看作是最早的利摩日殉道者之一。
法国9个省内22个城镇的名称带有圣帕尔迪尔夫的名字。这些城镇主要分布在克勒兹省和科雷兹省。在这两个省份及其邻近省份有许多以圣帕尔迪尔夫命名的教堂和小教堂。

### 书籍
- Jacques Baudoin, Grand livre des saints : culte et iconographie en Occident, Éd. Créer, 2006年, 注释no 432, p. 384 : « Saint Pardoux » (网上版 （页面存档备份，存于）).